# Dubiaranea turbidula
Dubiaranea turbidula là một loài nhện trong họ Linyphiidae. Loài này được phát hiện ở Brasil và Peru.